# دوغلاس أ. لوسون
دوغلاس أ. لوسون (بالإنجليزية: Douglas A. Lawson)‏ هو عالم حاسوب وجيولوجي أمريكي، ولد في 1947.